# Code de la propriété intellectuelle
Pour les articles homonymes, voir CPI.
Le code de la propriété intellectuelle est un document du droit français, créé par la loi no 92-597 du 1er juillet 1992 relative au code de la propriété intellectuelle, publié au Journal officiel du 3 juillet 1992. Il regroupe la plupart des anciennes lois régissant les deux branches de la propriété intellectuelle, que constituent la propriété industrielle et la propriété littéraire et artistique. Il est régulièrement mis à jour par le Parlement. La dernière version de ce texte est une version consolidée datant du 1 septembre 2021.

Signataires de la convention de Berne (en bleu).

Les créations intellectuelles sont protégées dans les 171 pays ayant signé la convention de Berne.
L'article 335-4 réprime de trois ans d'emprisonnement et 300 000 euros d'amende toute fixation, reproduction, communication de ces créations intellectuelles.

## Plan sommaire du code
Première partie : La propriété littéraire et artistique
- Livre Ier : Le droit d'auteur
  - Titre Ier : Objet du droit d'auteur
  - Titre II :  Droits des auteurs
  - Titre III :  Exploitation des droits
- Livre II :  Les droits voisins du droit d'auteur
- Livre III :  Dispositions générales relatives au droit d'auteur, aux droits voisins et droits des producteurs de bases de données
  - Livre III Titre 1er du code de la propriété intellectuelle|Titre Ier : Rémunération pour copie privée

Deuxième partie : La propriété industrielle
- Livre IV : Organisation administrative et professionnelle
- Livre V : les dessins et modèles
- Livre VI : protection des inventions et des connaissances techniques
- Livre VII : marques de fabrique, de commerce ou de service, et autres signes distinctifs
  -     - Chapitre VII : Marque internationale et marque communautaire
    - Chapitre VIII : Dispositions communes
    - Titre II : Appellations d'origine

Troisième partie : Application aux territoires d'outre-mer et à la collectivité territoriale de Mayotte
- Livre VIII :  Application, dans les îles Wallis-et-Futuna, dans les terres australes et antarctiques françaises et en Nouvelle - Calédonie